# Vittoria Pucciniová
Vittoria Pucciniová, nepřechýleně Vittoria Puccini (* 18. listopadu 1981 Florencie, Toskánsko) je italská filmová a televizní herečka, která hrála ve filmech Odhalená pravda (2009) a Baciami ancora (2010).

## Biografie
Narodila se roku 1981 ve Florencii do rodiny právníka, docenta veřejného práva a učitelky. Má mladšího bratra Daria Pucciniho (* 1983).
V roce 2003 se proslavila hlavní rolí v italském romantickém seriálu Elisa z Rivombrosy. Během jeho natáčení se seznámila s hercem Alessandrem Preziosim, s nímž udržovala partnerský vztah v letech 2003–2010. Dne 16. května 2006 přivedla na svět dceru Elenu.
Roku 2007 ztvárnila postavu Mafaldy v minisérii Le ragazze di San Frediano vysílané na stanici Rai Uno, v níž se objevila po boku Martiny Stellové, Chiary Contiové a Camilly Filippiové.
V září 2011 oficiálně otevřela Benátský filmový festival. Téhož roku obdržela italskou uměleckou cenu Premio Afrodite pro nejlepší herečku roku.

## Filmografie
- 2020 – 18 regali (česky 18 dárků)
- 2019 – il Processo (česky Proces) (seriál Netflix)
- 2012 – Acciaio
- 2011 – Magnifica presenza
- 2011 – Violetta (televizní film)
- 2010 – La Vita facile (televizní film)
- 2010 – Baciami ancora
- 2009 – C'era una volta la città dei matti... (televizní film)
- 2009 – Due partite
- 2008 – Odhalená pravda (televizní film)
- 2008 – Colpo d'occhio
- 2007 – Baronka di Carini (televizní film), dabing: Jitka Ježková
- 2006 – Le Ragazze di San Frediano (televizní film)
- 2006 – Korunní princ (televizní film, dabing: Jana Pidrmanová
- 2005 – Ma quando arrivano le ragazze?
- 2004 – Nero, císař římský (televizní film)
- 2003 – Elisa z Rivombrosy (televizní seriál), dabing: Tereza Bebarová
- 2002 – Paz!
- 2001 – Sant'Antonio di Padova (televizní film)
- 2001 – Vlny pokušení (televizní seriál)
- 2000 – Tutto l'amore che c'è